# El Khemis
El Khemis là một đô thị thuộc tỉnh Djelfa, Algérie. Dân số thời điểm năm 2002 là 4.769 người.